# Agnorisma hero
Agnorisma hero är en fjärilsart som beskrevs av Morrison 1876. Agnorisma hero ingår i släktet Agnorisma och familjen nattflyn. Inga underarter finns listade i Catalogue of Life.